# The A Team (lied)
The A Team is een nummer van de Britse singer-songwriter Ed Sheeran. Het nummer werd op 12 juni 2011 in het Verenigd Koninkrijk via downloads uitgebracht als de eerste single van het debuutalbum +. Noemenswaardige covers van het nummer zijn van Chris Hordijk en Fabiënne Bergmans.

## Opname en ontvangst
Het nummer is geschreven door Sheeran voor een optreden bij een daklozenevenement, waar hij zou optreden. Het is tevens gebaseerd op zijn eigen ontmoetingen met mensen die op straat leven: in een video-interview met Absolute Radio uit 2011 zei Sheeran dat de tekst gebaseerd is op de ervaringen van een vrouw die hij bij een daklozenopvang ontmoette. De vrouw, genaamd Angel, was zijn inspiratie voor de tekst "it's too cold outside / for angels to fly". 
Het refrein van het nummer komt uit een eerdere nummer van Sheeran, getiteld Little Lady met Mikill Pane, dat verkrijgbaar is op No. 5 Collaborations Project. The A Team betekende de doorbraak van Sheeran na een lange perioden van schrijven van muziek om in de spotlights te komen. Samen met de volgende single Lego House is het de succesvolste single van +. In Nederland kwam The A Team op 1 oktober 2011 binnen in de Single Top 100 en bereikte de tweede positie. Op 8 oktober 2011 kwam het ook de Nederlandse Top 40 binnen en bereikte het de vijfde positie als piek. Daarnaast was het het meest gedraaide nummer in 2012 op de Nederlandse radiostations. In landen als Australië, Duitsland, Ierland, Japan, Nieuw-Zeeland en de UK Singles Chart bereikte The A Team de top tien. Na de Europese successen werd het in de Verenigde Staten uitgebracht. Geleidelijk klom de single wekelijks omhoog in de Hot 100 en de alternatieve en rocklijsten. Op 5 december werd het nummer genomineerd voor Song of the Year bij de Grammy Awards van 2013.

## Tracklijst
| Nr. | Titel                                          | Duur  |
| --- | ---------------------------------------------- | ----- |
| 1.  | The A Team                                     | 04:18 |
| 2.  | The A Team (Shy FX's Ackee and Saltfish Remix) | 04:28 |
| 3.  | The A Team (KOAN Sound Remix)                  | 04:39 |
| 4.  | The A Team (True Tiger Remix)                  | 03:39 |
| 5.  | The A Team (Acoustic)                          | 04:01 |

| Nr. | Titel                         | Duur  |
| --- | ----------------------------- | ----- |
| 1.  | The A Team                    | 04:18 |
| 2.  | The A Team (KOAN Sound Remix) | 04:39 |

| Nr. | Titel                                          | Duur  |
| --- | ---------------------------------------------- | ----- |
| 1.  | The A Team                                     | 04:18 |
| 2.  | The A Team (Shy FX's Ackee and Saltfish Remix) | 04:28 |

## Hitnoteringen
| Hitnotering: 08-10-2011 t/m 12-05-2012 | Hitnotering: 08-10-2011 t/m 12-05-2012 | Hitnotering: 08-10-2011 t/m 12-05-2012 | Hitnotering: 08-10-2011 t/m 12-05-2012 | Hitnotering: 08-10-2011 t/m 12-05-2012 | Hitnotering: 08-10-2011 t/m 12-05-2012 | Hitnotering: 08-10-2011 t/m 12-05-2012 | Hitnotering: 08-10-2011 t/m 12-05-2012 | Hitnotering: 08-10-2011 t/m 12-05-2012 | Hitnotering: 08-10-2011 t/m 12-05-2012 | Hitnotering: 08-10-2011 t/m 12-05-2012 | Hitnotering: 08-10-2011 t/m 12-05-2012 | Hitnotering: 08-10-2011 t/m 12-05-2012 | Hitnotering: 08-10-2011 t/m 12-05-2012 | Hitnotering: 08-10-2011 t/m 12-05-2012 | Hitnotering: 08-10-2011 t/m 12-05-2012 | Hitnotering: 08-10-2011 t/m 12-05-2012 | Hitnotering: 08-10-2011 t/m 12-05-2012 |
| Week:                                  | 1                                      | 2                                      | 3                                      | 4                                      | 5                                      | 6                                      | 7                                      | 8                                      | 9                                      | 10                                     | 11                                     | 12                                     | 13                                     | 14                                     | 15                                     | 16                                     | 17                                     |
| -------------------------------------- | -------------------------------------- | -------------------------------------- | -------------------------------------- | -------------------------------------- | -------------------------------------- | -------------------------------------- | -------------------------------------- | -------------------------------------- | -------------------------------------- | -------------------------------------- | -------------------------------------- | -------------------------------------- | -------------------------------------- | -------------------------------------- | -------------------------------------- | -------------------------------------- | -------------------------------------- |
| Positie:                               | 33                                     | 24                                     | 24                                     | 23                                     | 29                                     | 32                                     | 30                                     | 15                                     | 12                                     | 8                                      | 11                                     | 12                                     | 13                                     | 17                                     | 15                                     | 12                                     | 11                                     |
| Week:                                  | 18                                     | 19                                     | 20                                     | 21                                     | 22                                     | 23                                     | 24                                     | 25                                     | 26                                     | 27                                     | 28                                     | 29                                     | 30                                     | 31                                     | 32                                     |                                        |                                        |
| Positie:                               | 9                                      | 5                                      | 5                                      | 5                                      | 6                                      | 9                                      | 12                                     | 12                                     | 14                                     | 16                                     | 20                                     | 20                                     | 22                                     | 34                                     | 40                                     | uit                                    |                                        |

| Hitnotering: (Week 1 t/m 35) 01-10-2011 t/m 26-05-2012 Hitnotering: (Week 36 t/m) 08-12-2012 t/m | Hitnotering: (Week 1 t/m 35) 01-10-2011 t/m 26-05-2012 Hitnotering: (Week 36 t/m) 08-12-2012 t/m | Hitnotering: (Week 1 t/m 35) 01-10-2011 t/m 26-05-2012 Hitnotering: (Week 36 t/m) 08-12-2012 t/m | Hitnotering: (Week 1 t/m 35) 01-10-2011 t/m 26-05-2012 Hitnotering: (Week 36 t/m) 08-12-2012 t/m | Hitnotering: (Week 1 t/m 35) 01-10-2011 t/m 26-05-2012 Hitnotering: (Week 36 t/m) 08-12-2012 t/m | Hitnotering: (Week 1 t/m 35) 01-10-2011 t/m 26-05-2012 Hitnotering: (Week 36 t/m) 08-12-2012 t/m | Hitnotering: (Week 1 t/m 35) 01-10-2011 t/m 26-05-2012 Hitnotering: (Week 36 t/m) 08-12-2012 t/m | Hitnotering: (Week 1 t/m 35) 01-10-2011 t/m 26-05-2012 Hitnotering: (Week 36 t/m) 08-12-2012 t/m | Hitnotering: (Week 1 t/m 35) 01-10-2011 t/m 26-05-2012 Hitnotering: (Week 36 t/m) 08-12-2012 t/m | Hitnotering: (Week 1 t/m 35) 01-10-2011 t/m 26-05-2012 Hitnotering: (Week 36 t/m) 08-12-2012 t/m | Hitnotering: (Week 1 t/m 35) 01-10-2011 t/m 26-05-2012 Hitnotering: (Week 36 t/m) 08-12-2012 t/m | Hitnotering: (Week 1 t/m 35) 01-10-2011 t/m 26-05-2012 Hitnotering: (Week 36 t/m) 08-12-2012 t/m | Hitnotering: (Week 1 t/m 35) 01-10-2011 t/m 26-05-2012 Hitnotering: (Week 36 t/m) 08-12-2012 t/m | Hitnotering: (Week 1 t/m 35) 01-10-2011 t/m 26-05-2012 Hitnotering: (Week 36 t/m) 08-12-2012 t/m | Hitnotering: (Week 1 t/m 35) 01-10-2011 t/m 26-05-2012 Hitnotering: (Week 36 t/m) 08-12-2012 t/m | Hitnotering: (Week 1 t/m 35) 01-10-2011 t/m 26-05-2012 Hitnotering: (Week 36 t/m) 08-12-2012 t/m | Hitnotering: (Week 1 t/m 35) 01-10-2011 t/m 26-05-2012 Hitnotering: (Week 36 t/m) 08-12-2012 t/m | Hitnotering: (Week 1 t/m 35) 01-10-2011 t/m 26-05-2012 Hitnotering: (Week 36 t/m) 08-12-2012 t/m | Hitnotering: (Week 1 t/m 35) 01-10-2011 t/m 26-05-2012 Hitnotering: (Week 36 t/m) 08-12-2012 t/m | Hitnotering: (Week 1 t/m 35) 01-10-2011 t/m 26-05-2012 Hitnotering: (Week 36 t/m) 08-12-2012 t/m |
| Week:                                                                                            | 1                                                                                                | 2                                                                                                | 3                                                                                                | 4                                                                                                | 5                                                                                                | 6                                                                                                | 7                                                                                                | 8                                                                                                | 9                                                                                                | 10                                                                                               | 11                                                                                               | 12                                                                                               | 13                                                                                               | 14                                                                                               | 15                                                                                               | 16                                                                                               | 17                                                                                               | 18                                                                                               | 19                                                                                               |
| ------------------------------------------------------------------------------------------------ | ------------------------------------------------------------------------------------------------ | ------------------------------------------------------------------------------------------------ | ------------------------------------------------------------------------------------------------ | ------------------------------------------------------------------------------------------------ | ------------------------------------------------------------------------------------------------ | ------------------------------------------------------------------------------------------------ | ------------------------------------------------------------------------------------------------ | ------------------------------------------------------------------------------------------------ | ------------------------------------------------------------------------------------------------ | ------------------------------------------------------------------------------------------------ | ------------------------------------------------------------------------------------------------ | ------------------------------------------------------------------------------------------------ | ------------------------------------------------------------------------------------------------ | ------------------------------------------------------------------------------------------------ | ------------------------------------------------------------------------------------------------ | ------------------------------------------------------------------------------------------------ | ------------------------------------------------------------------------------------------------ | ------------------------------------------------------------------------------------------------ | ------------------------------------------------------------------------------------------------ |
| Positie:                                                                                         | 54                                                                                               | 50                                                                                               | 30                                                                                               | 43                                                                                               | 50                                                                                               | 34                                                                                               | 37                                                                                               | 14                                                                                               | 19                                                                                               | 11                                                                                               | 11                                                                                               | 16                                                                                               | 24                                                                                               | 25                                                                                               | 26                                                                                               | 10                                                                                               | 18                                                                                               | 8                                                                                                | 2                                                                                                |
| Week:                                                                                            | 20                                                                                               | 21                                                                                               | 22                                                                                               | 23                                                                                               | 24                                                                                               | 25                                                                                               | 26                                                                                               | 27                                                                                               | 28                                                                                               | 29                                                                                               | 30                                                                                               | 31                                                                                               | 32                                                                                               | 33                                                                                               | 34                                                                                               | 35                                                                                               |                                                                                                  | 36                                                                                               | 37                                                                                               |
| Positie:                                                                                         | 7                                                                                                | 7                                                                                                | 9                                                                                                | 12                                                                                               | 14                                                                                               | 10                                                                                               | 21                                                                                               | 27                                                                                               | 26                                                                                               | 26                                                                                               | 35                                                                                               | 44                                                                                               | 53                                                                                               | 61                                                                                               | 68                                                                                               | 86                                                                                               | uit                                                                                              | 33                                                                                               |                                                                                                  |

#### Mega Top 50
Hitnotering: 01-10-2011 t/m 26-05-2012. Hoogste notering: #18 (1 week).
| Hitnotering: 03-03-2012 t/m 10-03-2012 | Hitnotering: 03-03-2012 t/m 10-03-2012 | Hitnotering: 03-03-2012 t/m 10-03-2012 | Hitnotering: 03-03-2012 t/m 10-03-2012 |
| Week:                                  | 1                                      | 2                                      |                                        |
| -------------------------------------- | -------------------------------------- | -------------------------------------- | -------------------------------------- |
| Positie:                               | 18                                     | 23                                     | uit                                    |

### NPO Radio 2 Top 2000
| Nummer met noteringen in de NPO Radio 2 Top 2000 | '12 | '13 | '14 | '15 | '16 | '17 | '18 | '19 | '20 | '21 | '22 | '23 | '24 |
| ------------------------------------------------ | --- | --- | --- | --- | --- | --- | --- | --- | --- | --- | --- | --- | --- |
| The A Team                                       | 190 | 388 | 231 | 430 | 621 | 410 | 419 | 588 | 741 | 683 | 834 | 979 | 976 |

1. ↑  Een vetgedrukt getal geeft de hoogste notering aan.
2. ↑  2012 was het eerste jaar met een notering voor dit nummer.

## Covers

### Chris Hordijk
In de vijfde liveshow van tweede seizoen van The voice of Holland zong Chris Hordijk op 6 januari 2012 het nummer The A Team. Het nummer was na de uitzending gelijk verkrijgbaar als muziekdownload en kwam het op de derde positie binnen in de Nederlandse Single Top 100. Door de vele aandacht voor het nummer bereikte de originele versie van Ed Sheeran in diezelfde week voor het eerst top tien van de Single Top 100.

#### Hitnotering
| Hitnotering: 14-01-2012 t/m 18-02-2012 | Hitnotering: 14-01-2012 t/m 18-02-2012 | Hitnotering: 14-01-2012 t/m 18-02-2012 | Hitnotering: 14-01-2012 t/m 18-02-2012 | Hitnotering: 14-01-2012 t/m 18-02-2012 | Hitnotering: 14-01-2012 t/m 18-02-2012 | Hitnotering: 14-01-2012 t/m 18-02-2012 | Hitnotering: 14-01-2012 t/m 18-02-2012 |
| Week:                                  | 1                                      | 2                                      | 3                                      | 4                                      | 5                                      | 6                                      |                                        |
| -------------------------------------- | -------------------------------------- | -------------------------------------- | -------------------------------------- | -------------------------------------- | -------------------------------------- | -------------------------------------- | -------------------------------------- |
| Positie:                               | 3                                      | 4                                      | 6                                      | 29                                     | 72                                     | 99                                     | uit                                    |

### Fabienne Bergmans
In het eerste seizoen van The Voice Kids zong de latere winnares Fabiënne Bergmans het nummer A-Team. Het nummer was verkrijgbaar als muziekdownload en kwam op 10 maart 2012 op nummer 78 binnen in de Nederlandse Single Top 100.

#### Hitnotering
| Hitnotering: 10-03-2012 t/m 14-04-2012 | Hitnotering: 10-03-2012 t/m 14-04-2012 | Hitnotering: 10-03-2012 t/m 14-04-2012 | Hitnotering: 10-03-2012 t/m 14-04-2012 | Hitnotering: 10-03-2012 t/m 14-04-2012 | Hitnotering: 10-03-2012 t/m 14-04-2012 | Hitnotering: 10-03-2012 t/m 14-04-2012 | Hitnotering: 10-03-2012 t/m 14-04-2012 |
| Week:                                  | 1                                      | 2                                      | 3                                      | 4                                      | 5                                      | 6                                      |                                        |
| -------------------------------------- | -------------------------------------- | -------------------------------------- | -------------------------------------- | -------------------------------------- | -------------------------------------- | -------------------------------------- | -------------------------------------- |
| Positie:                               | 78                                     | 20                                     | 24                                     | 13                                     | 65                                     | 93                                     | uit                                    |